# Jan Dědina
Jan Dědina (1. září 1870 Straky – 14. ledna 1955 Tatobity) byl český akademický malíř, grafik, ilustrátor žánrových obrázků v časopisech, autor spisů o umělcích.

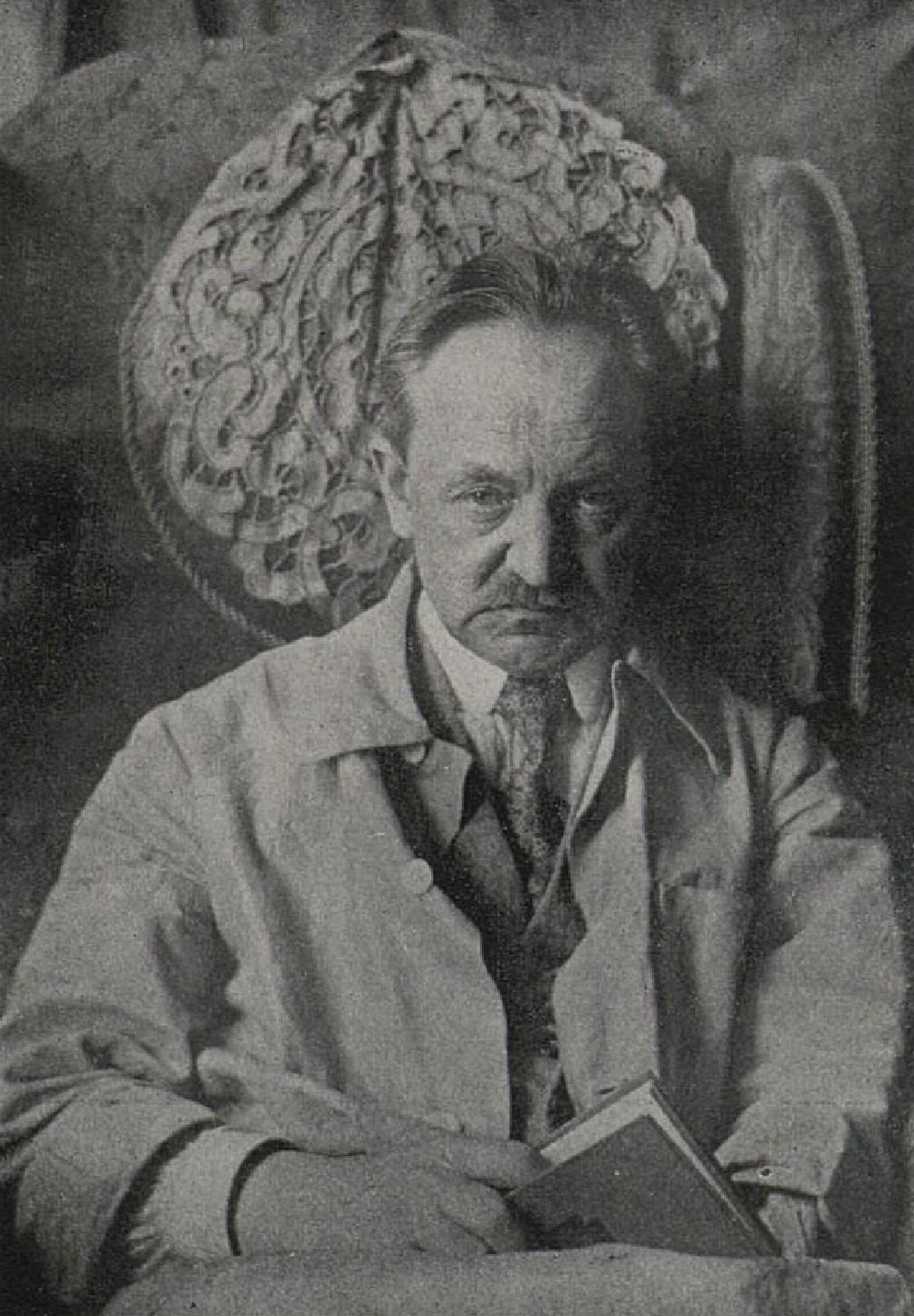
Mistr Jan Dědina

## Život
Narodil se na statku č. 3 ve Strakách v početné rodině sedláka Jana Dědiny a jeho ženy Kateřiny. Vzdělával se v Pokračovací řemeslnické a obchodní škole v Mladé Boleslavi, kam ho přivedla množnost kreslit. Jeho výtvarným ambicím nedostačovala. Absolvoval studia malby v Uměleckoprůmyslové škole v Praze, kde byl žákem Františka Ženíška, a na Akademii výtvarných umění v malířském ateliéru Maxmiliána Pirnera a v sochařském ateliéru u Josefa Václava Myslbeka. Po ukončení studií musel roku 1893 narukovat do rakouské armády. Z Lince byl převelen do Tridentu, odkud v roce 1895 dezertoval přes Itálii do Francie
1895–1909

Uprchl do Paříže ke svému bratrovi, rytci a sochaři Václavovi (jako naturalizovaný Francouz znám pod jménem Wenceslas Dédina). Zpočátku žil u bratra, posléze se osamostatnil, získával umělecké zakázky a rozvíjel důležité kontakty. Například díky malíři Luďku Maroldovi získal zakázky na ilustrace v časopisech Le Monde Illustré a La Revue Illustrée. Usadil se v Paříži a roku 1898 se zde oženil s Francouzkou Jeanne Marií Anceaux (*1880). Snáze tak pronikal do francouzské společnosti. Kolem roku 1904 přemístil rodinu do Bretaně, jezdil ji navštěvovat a posílal jí peníze. Při pobytu na venkově kreslil své děti, manželku, bretaňské mořské pobřeží, zvířata a další každodenní náměty. S Jeanne Marií měli sedm dětí.
Stal se oblíbeným portrétistou akademického verismu období Belle époque (od konce 19. stol. do vypuknutí první světové války 1914) a secese. Účastnil se pařížských Salonů roku 1903 a 1910. Pracoval s Albertem Besnardem na výzdobě stropů výstavního pavilónu Malého paláce poblíž Champs-Élysées a v budově Comédie-Française, asistoval u tehdy již populárního Mihály Munkácse. Dále se věnoval kresbě a akvarelu. Osvojil si pařížský styl lehce malovaných nebo načrtnutých portrétů a figurálních studií, motivů různých žánrů od podobizen přes velkoměstský život až po exotiku. Mimo jiné ilustroval pařížský módní časopis Monde illustré a kreslil plakáty. Vděčil za tyto zakázky Luďku Maroldovi; stýkal se také s Alfonsem Muchou a přes ně se sochaři Augustem Rodinem a Emilem Antoinem Bourdellem, jemuž pomohl zorganizovat pražskou výstavu v roce 1909. Uhlazená malířská tvorba z období 1897–1910 je v posledních letech v aukcích velmi ceněna..
1909–1941

Do Čech se Dědina s rodinou vrátil po patnácti letech na základě amnestie v roce 1909. Krátce bydleli v Nymburku, brzy se usadili v Praze–Bubenči v novostavbě domu v Dobrovského ulici čp. 1078/VII. Nejstarší syn Abel a dcera Helène se brzy osamostatnili a tíhli k Francii, mladší děti Ludmila (* 1904), Jan (* 1906), Lubor (*1909) a Ivo Gabriel (*1922) vyrostli v Čechách. Dědina se stal členem Jednoty výtvarných umělců, zapojil se do národněobrozenecké tematiky akademické malby, ve které ustrnul a podobně jako Alfons Mucha již nesdílel nástup malířské moderny. Patřil k pilným ilustrátorům časopisů (Zlatá Praha, Světozor, Ženské listy aj.) a ilustrátorům knih, často z nakladatelství Eduarda Weinfurtera.
1942–1955

Po razii gestapa v pražském bytě Dědinových a po smrti manželky Jeanne Anceaux v roce 1943 se malíř trvale usadil v Tatobitech v Českém ráji, kde měl dům s ateliérem a velkou zahradou. Jeho okolí se mu stalo inspirací pro mnohé jeho obrazy.

## Potomci
- syn Jan Dědina (1906–1980)[6], historik, autor několika středoškolských učebnic dějepisu.
- syn Ivo Gabriel Dědina (1922 Praha – 1999 Amsterdam), v cizině známý jako Yvo Gabriel Dédina d'Anceaux, hudební skladatel, filozof a ekolog.

## Pozůstalost
Pozůstalost tvoří osobní fond a je uložena v Archivu Národní galerie v Praze. Obsahuje mj. rukopis rodinných vzpomínek dcery Ludmily.

## Galerie-díla

Děvče v Boulogneském lesíku, (kombinovaná technika na papíře) okolo roku 1910
Zasněná, (kombinovaná technika - tuha a akvarel)
Portrét muže (kombinovaná technika na papíře)
Návrat ztraceného syna (olej na sololitu) 1942
Rybáři (olej na plátně) 1. pol. 20. století
Letní odpoledne u řeky (olej na překližce) 1. pol. 20. století
Cigánečka (olej na překližce) 1. pol. 20. století
Madame Jeanne Dědina (olej na plátně) 1. pol. 20. století
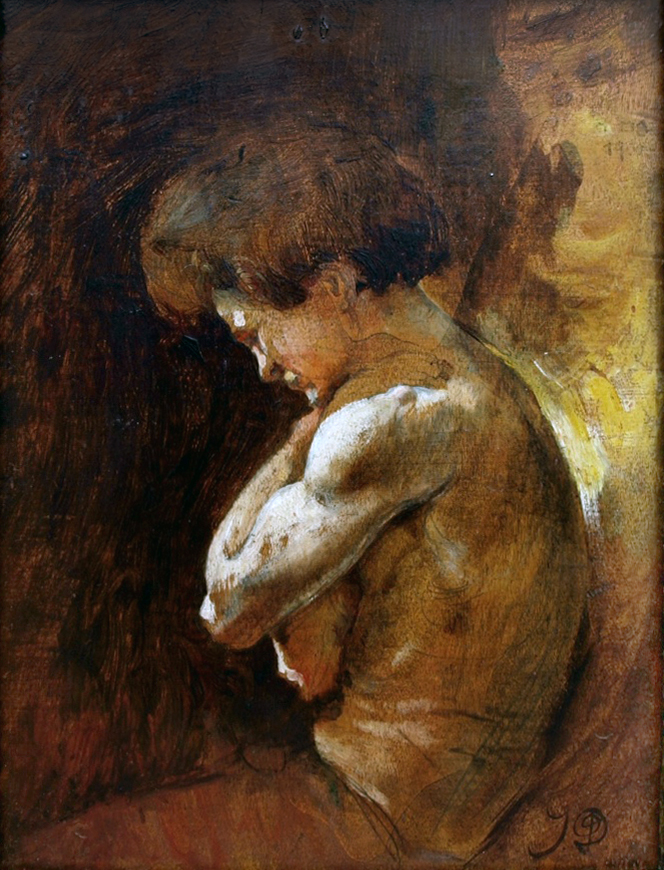
Jan dědina  -  Olej na dřevě , pařížské období

## Galerie

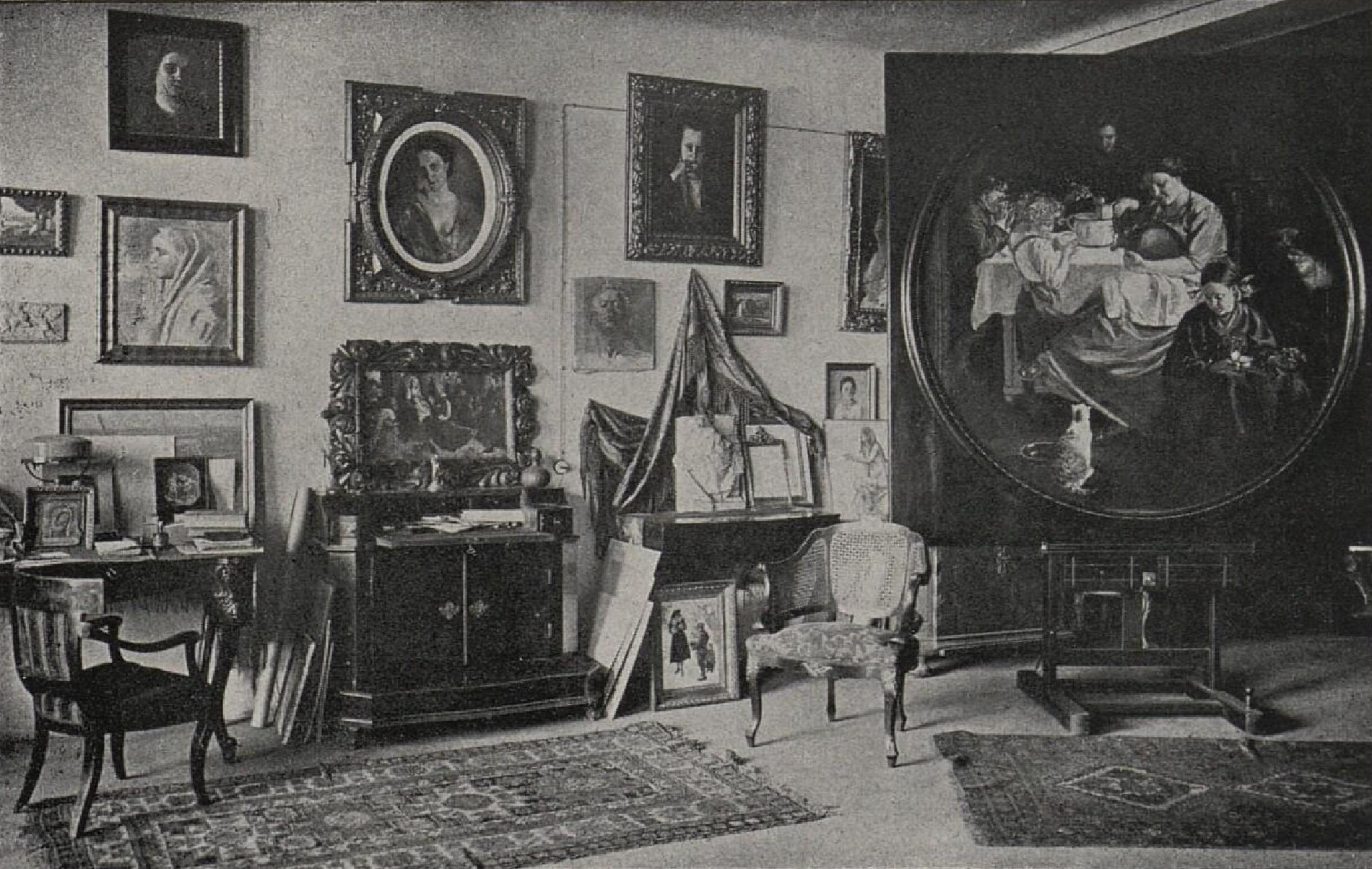
Z ateliéru malíře Jana Dědiny
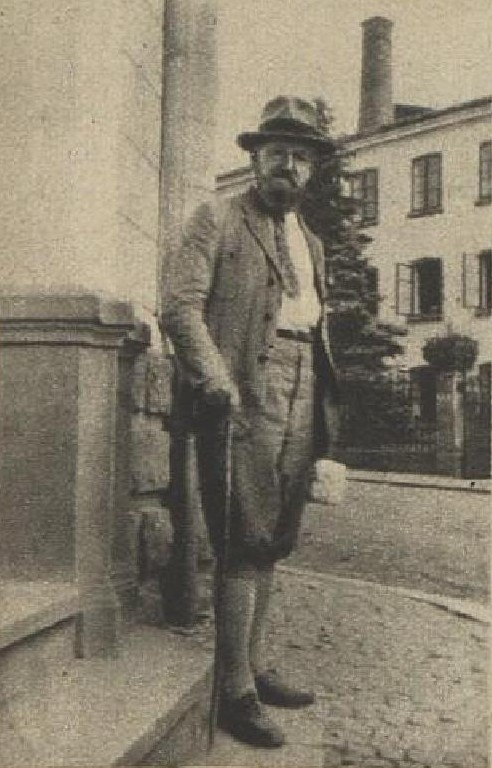
Jan Dědina v Lomnici nad Popelkou
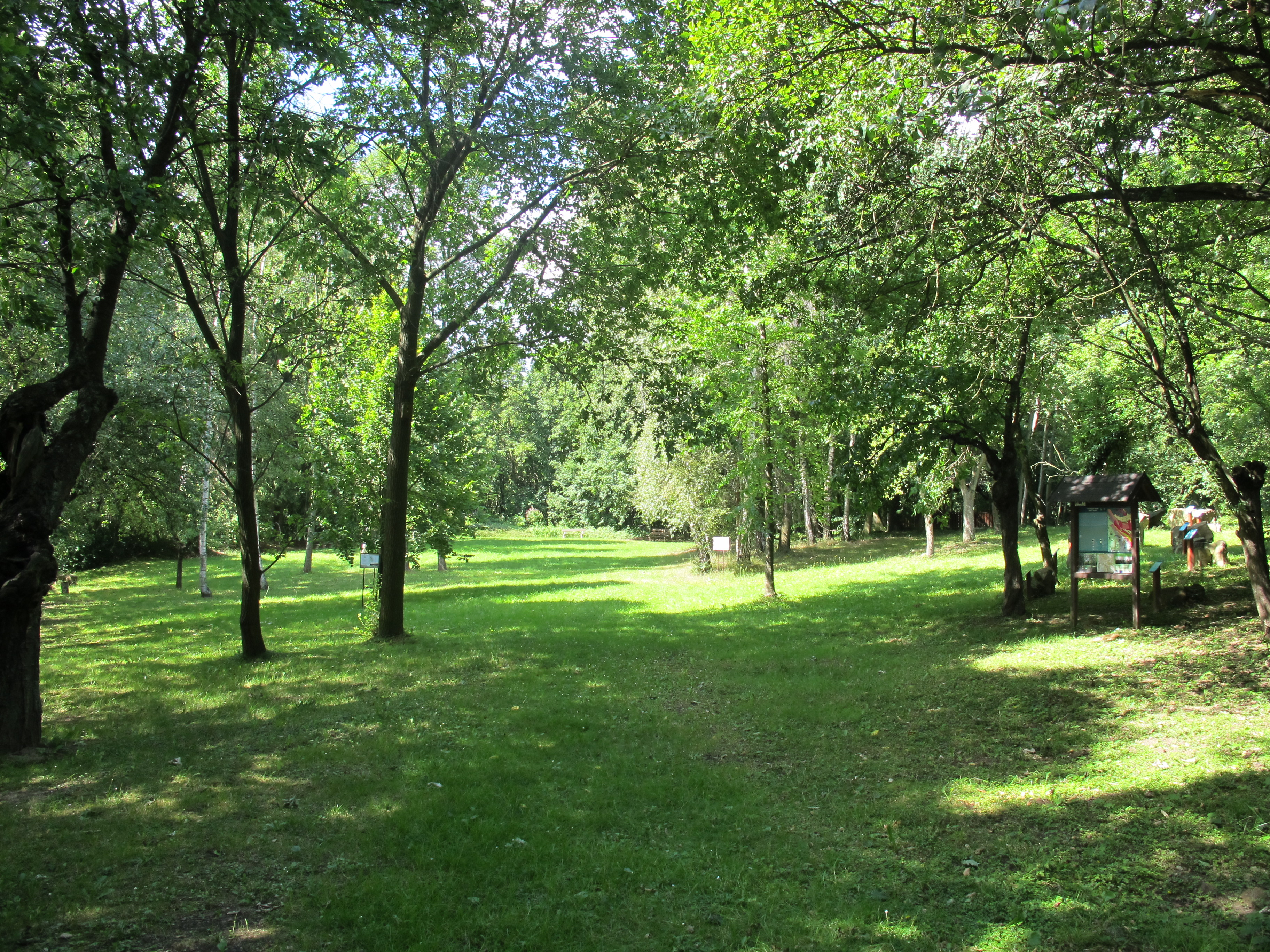
Památník „Malířova zahrada“ v Tatobitech
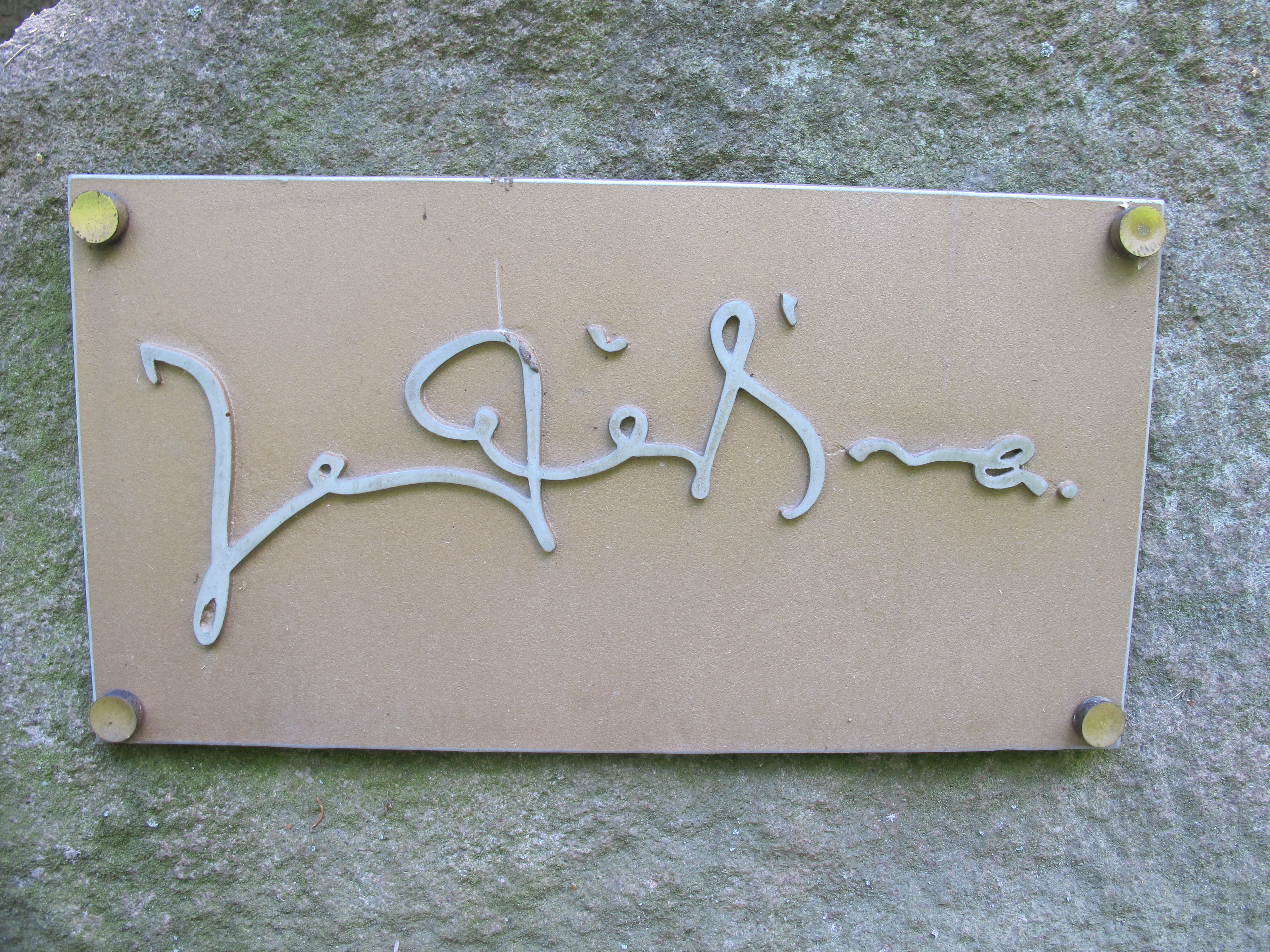
Malířova zahrada v Tatobitech, památník malíře Jana Dědiny